# Román Malinovski

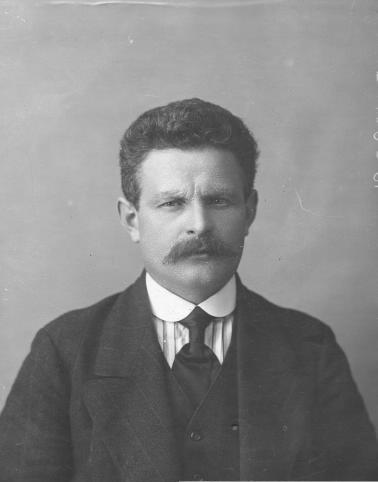
Román Malinovski en 1913.

Román Vatslavovich Malinovski (en ruso: Роман Вацлавович Малиновский) (1876-6 de noviembre de 1918) fue un espía al servicio de la Ojrana (la policía secreta zarista) infiltrado en el Partido Bolchevique en los años que anteceden a la Revolución Rusa de 1917.
Participó en la Revolución de 1905. Al año siguiente fue elegido secretario general de la Unión de Obreros Metalúrgicos de Petrogrado. Preso en Moscú en 1910, se convirtió en agente de la Ojrana, siendo el encargado de delatar a los bolcheviques y de descubrir los locales en los que guardaban literatura prohibida por el Imperio Ruso.
Lenin conoció a Malinovski en la VI Conferencia del Partido Obrero Socialdemócrata de Rusia, celebrada en enero de 1912. Le impresionó su fuerte personalidad, su experiencia como sindicalista en la entonces capital rusa y su conversión de menchevique a bolchevique, y la Conferencia lo eligió como miembro del nuevo Comité Central y candidato a las elecciones de la cuarta Duma Imperial. Fue elegido, convirtiéndose en el líder del grupo bolchevique en la Duma, integrado por 6 parlamentarios.
En mayo y junio de 1914, tras abandonar por sorpresa su escaño en la Duma, un comité del Partido elegido por el propio Lenin investigó sus actividades y concluyó que no había duda en cuanto a su honestidad política. Lenin rechazó reiteradamente las acusaciones de que trabajaba para la Ojrana. Durante la Primera Guerra Mundial fue capturado y enviado a un campo de prisioneros alemán. Una comisión extraordinaria, creada por Aleksandr Kérenski como Ministro de Justicia del Gobierno provisional en la primavera de 1917, investigó sus actividades.
Regresó voluntariamente a Rusia a finales de octubre de 1918 y solicitó ser juzgado por sus acciones pasadas. Basándose en los testimonios recogidos por la comisión investigadora del año anterior, un tribunal revolucionario lo condenó a muerte; murió ajusticiado la madrugada del 6 de noviembre de 1918.